# Rift Valley

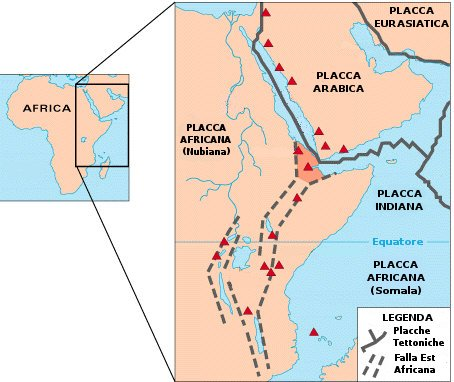
Mappa della Rift Valley. Il triangolo di Afar è colorato in rosso scuro. I numerosi vulcani attivi della zona sono mostrati come triangoli rossi. La linea tratteggiata mostra la parte est africana della faglia.

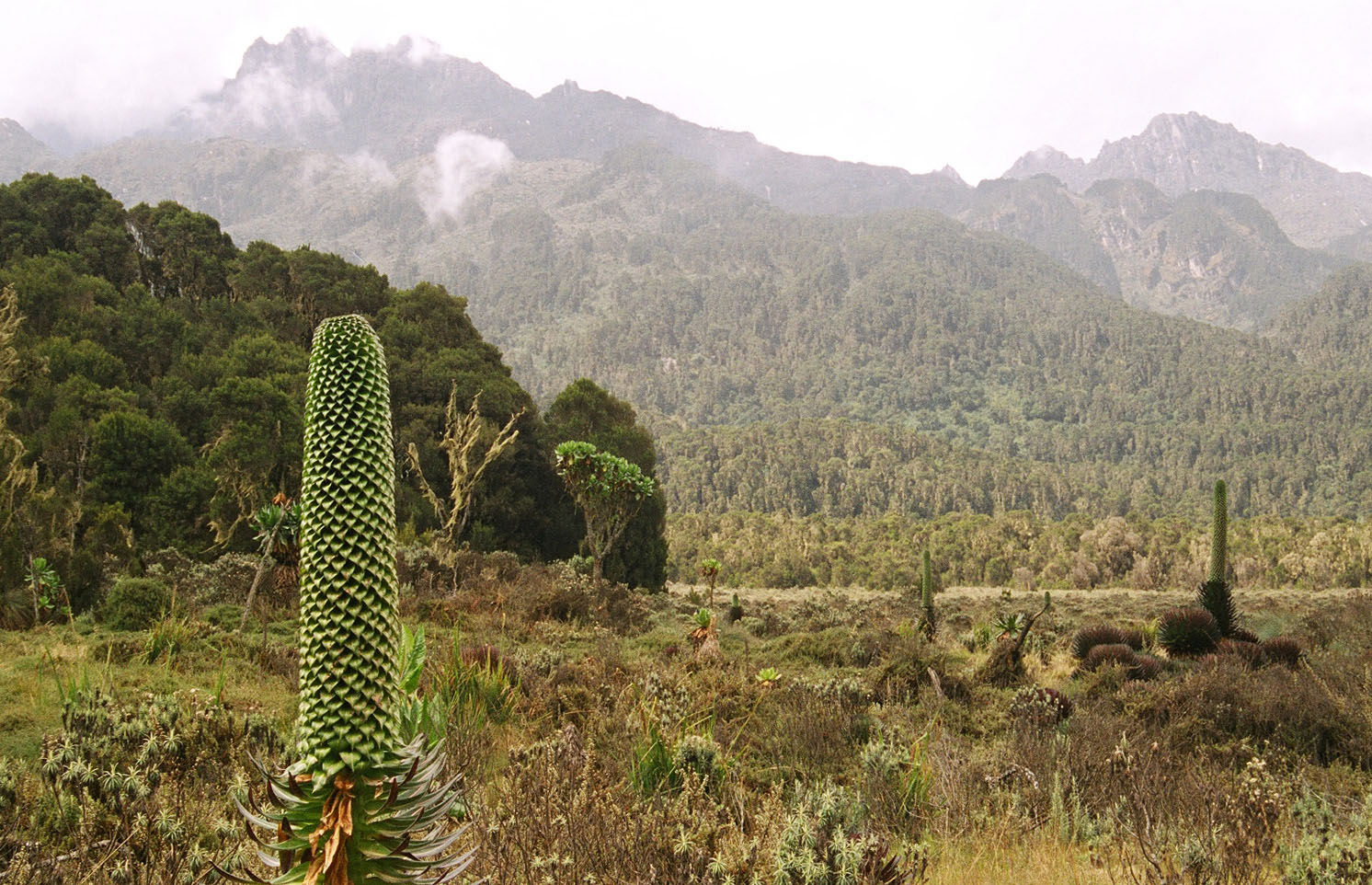
Tipico panorama della Rift Valley.

La Rift Valley  oppure Great Rift Valley (dall'inglese rift valley, "fossa tettonica") o anche Grande fossa tettonica nei testi in italiano, è una vasta frattura geologica che si estende per quasi 6000 km in direzione nord-sud, dal sud-ovest dell'Asia nell'attuale Siria all'est dell'Africa in Mozambico. La valle varia in larghezza dai 30 ai 100 km e in profondità da qualche centinaio a parecchie migliaia di metri. Si è creata dalla separazione delle placche tettoniche africana e araba, e dalla separazione dell'Africa dell'est dal resto dell'Africa, processo iniziato 35 milioni di anni fa e che continua tutt'oggi. Il nome le fu dato dall'esploratore John Walter Gregory nel 1894.

## Geografia
La parte settentrionale della Rift Valley forma la valle del fiume Giordano, che scorre verso sud attraverso il lago Hula e il Mar di Galilea, in Israele, fino al Mar Morto. A sud del Mar Morto, la Rift Valley è occupata dal Wadi Araba e ancora più a sud dal golfo di Aqaba e dal Mar Rosso.
Nella parte più meridionale del Mar Rosso la Rift Valley si dirama in due direzioni diverse, verso est e verso sud. La zona della diramazione è chiamata triangolo di Afar o depressione della Dancalia, si trova in Etiopia e si è formata in corrispondenza della tripla giunzione di Afar, una tripla giunzione geologica di tipo R-R-R. La diramazione verso est forma il golfo di Aden, e da questo punto in poi la Rift Valley continua come dorsale oceanica fino ad unirsi, in corrispondenza della zona di frattura di Owen, con la dorsale di Carlsberg, estremità nord-occidentale della dorsale medio-indiana. 
La diramazione verso sud è spesso indicata come sistema di rift dell'Africa orientale e fino a poco fa veniva chiamata essa stessa Great Rift Valley. Tra la depressione di Afar e la depressione del lago Turkana, in Kenya, si sviluppa la cosiddetta Rift Valley etiopica, che separa l'altopiano etiopico, a ovest, da quello somalo, a est. Più a sud il rift dell'Africa orientale si divide in due rami, il ramo orientale e il ramo occidentale.
Il ramo occidentale della Rift Valley è chiamato faglia albertina (in inglese Albertine Rift) e si estende dall'estremità settentrionale del lago Alberto all'estremità meridionale del lago Tanganica. È delimitato da alcune delle montagne più alte dell'Africa, inclusi i Monti Virunga, i Monti Mitumba e Ruwenzori e contiene alcuni dei grandi laghi africani, che includono laghi tra i più profondi del mondo, come il lago Tanganica, profondo fino a 1 470 metri. Al contrario il Lago Vittoria non è direttamente parte del sistema della Rift Valley, anche se in realtà è posizionato tra i rami orientale e occidentale.

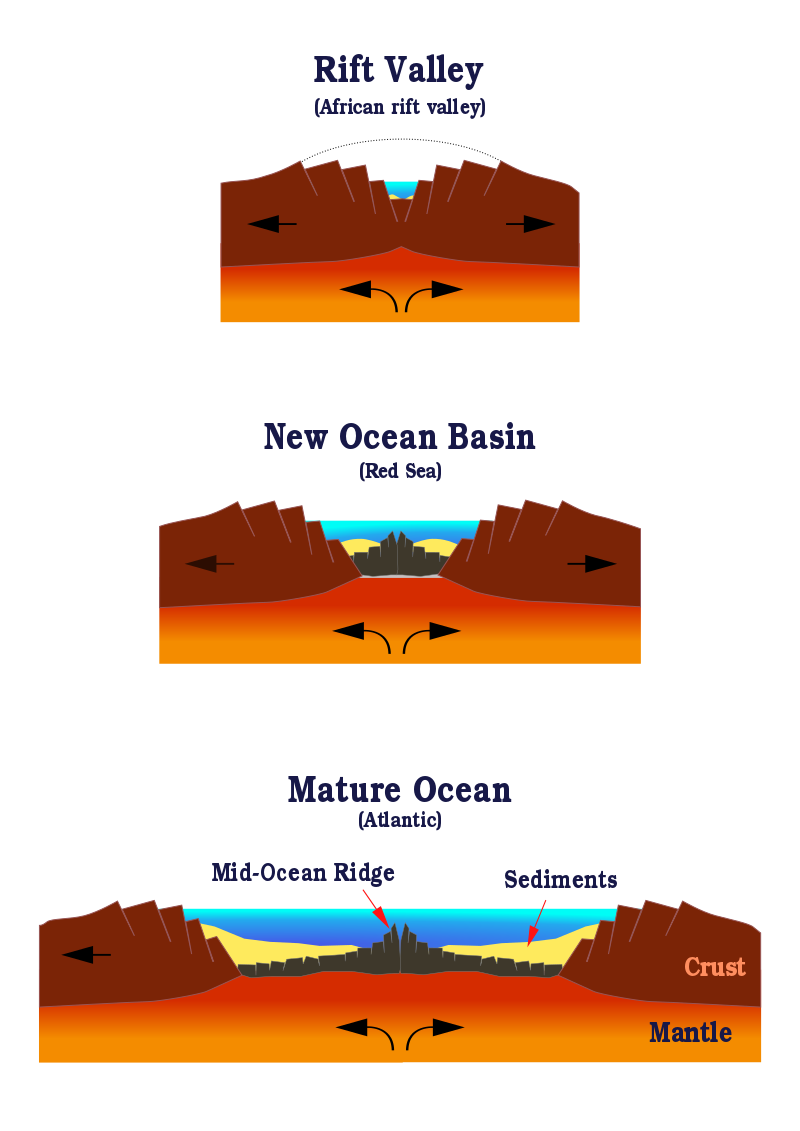
Diagramma della futura evoluzione di una Rift Valley in un mare

Il ramo orientale, chiamato rift di Gregory, si sviluppa in Kenya e Tanzania; ad esso è associata la montagna più alta d'Africa, il Kilimangiaro ed altri rilievi principali come il monte Kenya. I laghi del ramo orientale sono meno profondi rispetto a quelli del ramo occidentale e sono caratterizzati da un'alta concentrazione di sali minerali dovuta alle piogge, che portano i sali minerali dai vicini vulcani, e alla forte evaporazione dell'acqua. Il lago Magadi, ad esempio, ha la sua superficie completamente coperta di carbonato di sodio cristallizzato, e i laghi Elmenteita, Baringo, Bogoria e Nakuru sono fortemente alcalini, mentre il lago Naivasha ha una grande varietà biologica grazie alle sorgenti di acqua dolce che lo alimentano.
I due rami si riuniscono nella parte meridionale terminale, formando il lago Niassa, il terzo corpo d'acqua dolce più profondo del mondo, con profondità massima di 706 metri e disperdendosi poi nella valle dello Zambesi, nel Mozambico centrale. 
L'attività geotermica e l'allargamento della faglia ha causato un assottigliamento della litosfera fino a uno spessore di soli 20 km, quando per i continenti lo spessore tipico è di 100 km. Tra qualche milione di anni, la litosfera potrebbe spaccarsi e l'Africa orientale potrebbe dividersi dal resto del continente.
L'attività vulcanica e la inusuale concentrazione di punti caldi ha prodotto le montagne vulcaniche del Kilimangiaro, monte Kenya, Karisimbi, Nyiragongo, monte Meru, monte Elgon e il vulcano Ol Doinyo Lengai, che è l'unico vulcano natrocarbonitico del mondo (cioè con presenza di carbonati).
Il 3 aprile 2018 tale faglia ha prodotto in Kenya una frattura lunga 100 km e larga 20 m.

## Scoperte paleoantropologiche
La Rift Valley è stata una ricca sorgente di scoperte paleoantropologiche. Gli abbondanti sedimenti della valle, provenienti dalla rapida erosione degli altopiani circostanti, hanno creato un ambiente favorevole alla preservazione dei resti umani. Sono infatti state trovate numerose ossa di ominidi, antenati della moderna specie umana, tra cui anche quelle della cosiddetta "Lucy", uno scheletro quasi completo di australopiteco, che fu scoperto dall'antropologo Donald Johanson. La famosa coppia di antropologi Louis e Mary Leakey operarono principalmente in queste zone.
Recentemente sono stati ritrovati i resti di due ominidi: una scimmia antropomorfa risalente a 10 milioni di anni fa e chiamata Chororapithecus abyssinicus, trovata nel triangolo di Afar, nell'Etiopia orientale, e il Nakalipithecus nakayamai, risalente anch'esso a 10 milioni di anni fa.

## Energia geotermica
La Rift Valley ha un enorme potenziale per la produzione di energia geotermica, grazie alla sua intensa attività vulcanica e geotermica. Il Kenya è uno dei principali attori in questo settore: nel 2013 disponeva di una potenza installata di 212 MW da fonti geotermiche, ma negli anni successivi ha continuato a espandere la propria capacità. Uno dei progetti di punta è rappresentato dagli impianti geotermici di Olkaria, considerati tra i più grandi al mondo. Nel 2021, il 38% dell'energia elettrica consumata in Kenya proveniva da questa fonte rinnovabile, posizionando il paese come leader globale nella geotermia.
Anche altri paesi attraversati dalla Rift Valley, come Etiopia, Tanzania e Uganda, stanno puntando sullo sviluppo di progetti geotermici per rispondere alla crescente domanda energetica. L'Etiopia, ad esempio, sta lavorando su progetti nella regione di Aluto-Langano, con obiettivi ambiziosi di incremento della capacità produttiva.
L'energia geotermica nella regione presenta numerosi vantaggi: è una fonte rinnovabile, capace di fornire energia a basso impatto ambientale nel lungo termine. Tuttavia, esistono anche sfide, tra cui l'elevato costo iniziale per la realizzazione degli impianti e i potenziali rischi ambientali legati alla perforazione, come il rilascio di gas intrappolati nel sottosuolo. Nonostante queste difficoltà, la geotermia rappresenta una risorsa strategica per molti paesi della Rift Valley, contribuendo in modo significativo alla transizione energetica globale.